# Liste der Nummer-eins-Hits in Schweden (2021)
Dies ist eine Liste der Nummer-eins-Hits in Schweden im Jahr 2021. Sie basiert auf den offiziellen Single Top 100 und Album Top 60, die im Auftrag der Grammofon Leverantörernas Förening (GLF), einem schwedischen Vertreter der IFPI, erstellt werden.

## Singles
| ← 2020 ← | Liste der Nummer-eins-Hits in Schweden | Liste der Nummer-eins-Hits in Schweden | Liste der Nummer-eins-Hits in Schweden | 2022 → |
| \| Zeitraum \| Wo. ges. \| Interpret \| Titel Autor(en) \| Zusätzliche Informationen \| \| (Zeitraum, Wochen auf Platz eins, Interpret, Titel, Autor[en], zusätzliche Informationen) \| \| \| \| \| \| ----------------------------------------------------------------------------------------- \| -------- \| ------------------------------ \| -------------------------------------------------------------------------------------------------------------------------------------------------------------------------------- \| ---------------------------------------------------------------------------------------------------------- \| \| 1.–2. Woche 2 Wochen (insgesamt 3) \| 3 \| Newkid \| Du måste finnas Benny Goran Bror Andersson, Björn K. Ulvaeus \| – \| \| 3.–4. Woche 2 Wochen \| 2 \| Olivia Rodrigo \| Drivers License Daniel Leonard Nigro, Olivia Rodrigo \| – \| \| 5.–6. Woche 2 Wochen \| 2 \| Hov1 \| Barn av vår tid Noel Johan Ossian Flike, Dante Sebastian Lindhe, Axel William Liljefors Jansson, Ludwig Per Johan Kronstrand \| – \| \| 7.–9. Woche 3 Wochen (insgesamt 4) \| 4 \| Miriam Bryant & Victor Leksell \| Tystnar i luren Elias Jonatan Kapari, Miriam Melanie Bryant, Victor Lars Andreas Leksell \| – \| \| 10. Woche 1 Woche (insgesamt 6) \| 6 \| Hov1 feat. Einár \| Gamora Noel Johan Ossian Flike, Dante Sebastian Lindhe, Axel William Liljefors Jansson, Ludwig Per Johan Kronstrand, Ian Hans Persson Stiernswärd, Nils Kurt Erik Einar Grönberg \| – \| \| 11.–12. Woche 2 Wochen \| 2 \| Tusse \| Voices Joy Neil Mitro Deb, Linnéa Mary Hansdotter Deb, Jimmy Thörnfeldt, Anderz Wrethow \| Gewinner des Melodifestivalen 2021 und somit schwedischer Beitrag zum Eurovision Song Contest 2021 \| \| 13.–17. Woche 5 Wochen (insgesamt 6) \| 6 \| Hov1 feat. Einár \| Gamora Noel Johan Ossian Flike, Dante Sebastian Lindhe, Axel William Liljefors Jansson, Ludwig Per Johan Kronstrand, Ian Hans Persson Stiernswärd, Nils Kurt Erik Einar Grönberg \| – \| \| 18. Woche 1 Woche (insgesamt 4) \| 4 \| Miriam Bryant & Victor Leksell \| Tystnar i luren Elias Jonatan Kapari, Miriam Melanie Bryant, Victor Lars Andreas Leksell \| – \| \| 19.–20. Woche 2 Wochen \| 2 \| Hov1 feat. Dree Low \| Tokken Noel Johan Ossian Flike, Axel William Liljefors Jansson, Ludwig Per Johan Kronstrand, Ian Persson Stiernswärd, Salah Abdi Abdulle \| – \| \| 21. Woche 1 Woche \| 1 \| Måneskin \| Zitti e buoni Ethan Torchio, Thomas Raggi, Victoria De Angelis, Damiano David \| – \| \| 22.–27. Woche 6 Wochen \| 6 \| A36 \| Samma gamla vanliga Geivar Hasado Shlaimon \| – \| \| 28. Woche 1 Woche (insgesamt 10) \| 10 \| The Kid Laroi & Justin Bieber \| Stay Charlton Kenneth Jeffrey Howard, Justin Drew Bieber, Blake Slatkin, Charlie Puth, Magnus August Høiberg, Michael Mulé, Isaac De Boni, Omer Fedi, Subhaan Rahmaan \| – \| \| 29. Woche 1 Woche \| 1 \| Hov1 \| Flickorna i Båstad Noel Johan Ossian Flike, Dante Sebastian Lindhe, Axel William Liljefors Jansson, Ludwig Per Johan Kronstrand \| – \| \| 30.–35. Woche 6 Wochen (insgesamt 10) \| 10 \| The Kid Laroi & Justin Bieber \| Stay Charlton Kenneth Jeffrey Howard, Justin Drew Bieber, Blake Slatkin, Charlie Puth, Magnus August Høiberg, Michael Mulé, Isaac De Boni, Omer Fedi, Subhaan Rahmaan \| – \| \| 36. Woche 1 Woche \| 1 \| ABBA \| Don’t Shut Me Down Musik: Benny Goran Bror Andersson; Text: Björn K. Ulvaeus \| Erstmals seit 1978 (Summer Night City) erreicht ABBA die Nummer eins der Singlecharts in ihrem Heimatland. \| \| 37.–39. Woche 3 Wochen (insgesamt 10) \| 10 \| The Kid Laroi & Justin Bieber \| Stay Charlton Kenneth Jeffrey Howard, Justin Drew Bieber, Blake Slatkin, Charlie Puth, Magnus August Høiberg, Michael Mulé, Isaac De Boni, Omer Fedi, Subhaan Rahmaan \| – \| \| 40. Woche 1 Woche \| 1 \| Hov1 \| Räkna dagar Noel Johan Ossian Flike, Dante Sebastian Lindhe, Axel William Liljefors Jansson, Ludwig Per Johan Kronstrand, Jens Resch Thomason \| – \| \| 41. Woche 1 Woche \| 1 \| Ed Sheeran \| Shivers Edward Christopher Sheeran, Steven McCutcheon, Kal Lavelle, Johnny McDaid \| – \| \| 42. Woche 1 Woche (insgesamt 5) \| 5 \| Adele \| Easy on Me Gregory Allen Kurstin, Adele Laurie Blue Adkins \| – \| \| 43. Woche 1 Woche \| 1 \| Einár & Adaam \| Dansa Adam Jakobsson, Nils Kurt Erik Einar Grönberg \| – \| \| 44.–47. Woche 4 Wochen (insgesamt 5) \| 5 \| Adele \| Easy on Me Gregory Allen Kurstin, Adele Laurie Blue Adkins \| – \| \| 48.–50. Woche 3 Wochen (insgesamt 10) \| 10 \| Mariah Carey \| All I Want for Christmas Is You Walter N. Afanasieff, Mariah Carey \| – \| \| 51.–52. Woche 2 Wochen (insgesamt 17) \| 17 \| Wham! \| Last Christmas George Michael \| – \| |                                        |                                        | | |
| ← 2020 |                                        |                                        | | → 2022 →                                                                                                   |
| Zeitraum | Wo. ges.                               | Interpret                              | Titel Autor(en) | Zusätzliche Informationen                                                                                  |
| (Zeitraum, Wochen auf Platz eins, Interpret, Titel, Autor[en], zusätzliche Informationen) |                                        |                                        | | |
| 1.–2. Woche 2 Wochen (insgesamt 3) | 3                                      | Newkid                                 | Du måste finnas Benny Goran Bror Andersson, Björn K. Ulvaeus | – |
| 3.–4. Woche 2 Wochen | 2                                      | Olivia Rodrigo                         | Drivers License Daniel Leonard Nigro, Olivia Rodrigo | – |
| 5.–6. Woche 2 Wochen | 2                                      | Hov1                                   | Barn av vår tid Noel Johan Ossian Flike, Dante Sebastian Lindhe, Axel William Liljefors Jansson, Ludwig Per Johan Kronstrand                                                     | – |
| 7.–9. Woche 3 Wochen (insgesamt 4) | 4                                      | Miriam Bryant & Victor Leksell         | Tystnar i luren Elias Jonatan Kapari, Miriam Melanie Bryant, Victor Lars Andreas Leksell                                                                                         | – |
| 10. Woche 1 Woche (insgesamt 6) | 6                                      | Hov1 feat. Einár                       | Gamora Noel Johan Ossian Flike, Dante Sebastian Lindhe, Axel William Liljefors Jansson, Ludwig Per Johan Kronstrand, Ian Hans Persson Stiernswärd, Nils Kurt Erik Einar Grönberg | – |
| 11.–12. Woche 2 Wochen | 2                                      | Tusse                                  | Voices Joy Neil Mitro Deb, Linnéa Mary Hansdotter Deb, Jimmy Thörnfeldt, Anderz Wrethow                                                                                          | Gewinner des Melodifestivalen 2021 und somit schwedischer Beitrag zum Eurovision Song Contest 2021         |
| 13.–17. Woche 5 Wochen (insgesamt 6) | 6                                      | Hov1 feat. Einár                       | Gamora Noel Johan Ossian Flike, Dante Sebastian Lindhe, Axel William Liljefors Jansson, Ludwig Per Johan Kronstrand, Ian Hans Persson Stiernswärd, Nils Kurt Erik Einar Grönberg | – |
| 18. Woche 1 Woche (insgesamt 4) | 4                                      | Miriam Bryant & Victor Leksell         | Tystnar i luren Elias Jonatan Kapari, Miriam Melanie Bryant, Victor Lars Andreas Leksell                                                                                         | – |
| 19.–20. Woche 2 Wochen | 2                                      | Hov1 feat. Dree Low                    | Tokken Noel Johan Ossian Flike, Axel William Liljefors Jansson, Ludwig Per Johan Kronstrand, Ian Persson Stiernswärd, Salah Abdi Abdulle                                         | – |
| 21. Woche 1 Woche | 1                                      | Måneskin                               | Zitti e buoni Ethan Torchio, Thomas Raggi, Victoria De Angelis, Damiano David | – |
| 22.–27. Woche 6 Wochen | 6                                      | A36                                    | Samma gamla vanliga Geivar Hasado Shlaimon | – |
| 28. Woche 1 Woche (insgesamt 10) | 10                                     | The Kid Laroi & Justin Bieber          | Stay Charlton Kenneth Jeffrey Howard, Justin Drew Bieber, Blake Slatkin, Charlie Puth, Magnus August Høiberg, Michael Mulé, Isaac De Boni, Omer Fedi, Subhaan Rahmaan            | – |
| 29. Woche 1 Woche | 1                                      | Hov1                                   | Flickorna i Båstad Noel Johan Ossian Flike, Dante Sebastian Lindhe, Axel William Liljefors Jansson, Ludwig Per Johan Kronstrand                                                  | – |
| 30.–35. Woche 6 Wochen (insgesamt 10) | 10                                     | The Kid Laroi & Justin Bieber          | Stay Charlton Kenneth Jeffrey Howard, Justin Drew Bieber, Blake Slatkin, Charlie Puth, Magnus August Høiberg, Michael Mulé, Isaac De Boni, Omer Fedi, Subhaan Rahmaan            | – |
| 36. Woche 1 Woche | 1                                      | ABBA                                   | Don’t Shut Me Down Musik: Benny Goran Bror Andersson; Text: Björn K. Ulvaeus | Erstmals seit 1978 (Summer Night City) erreicht ABBA die Nummer eins der Singlecharts in ihrem Heimatland. |
| 37.–39. Woche 3 Wochen (insgesamt 10) | 10                                     | The Kid Laroi & Justin Bieber          | Stay Charlton Kenneth Jeffrey Howard, Justin Drew Bieber, Blake Slatkin, Charlie Puth, Magnus August Høiberg, Michael Mulé, Isaac De Boni, Omer Fedi, Subhaan Rahmaan            | – |
| 40. Woche 1 Woche | 1                                      | Hov1                                   | Räkna dagar Noel Johan Ossian Flike, Dante Sebastian Lindhe, Axel William Liljefors Jansson, Ludwig Per Johan Kronstrand, Jens Resch Thomason                                    | – |
| 41. Woche 1 Woche | 1                                      | Ed Sheeran                             | Shivers Edward Christopher Sheeran, Steven McCutcheon, Kal Lavelle, Johnny McDaid                                                                                                | – |
| 42. Woche 1 Woche (insgesamt 5) | 5                                      | Adele                                  | Easy on Me Gregory Allen Kurstin, Adele Laurie Blue Adkins | – |
| 43. Woche 1 Woche | 1                                      | Einár & Adaam                          | Dansa Adam Jakobsson, Nils Kurt Erik Einar Grönberg | – |
| 44.–47. Woche 4 Wochen (insgesamt 5) | 5                                      | Adele                                  | Easy on Me Gregory Allen Kurstin, Adele Laurie Blue Adkins | – |
| 48.–50. Woche 3 Wochen (insgesamt 10) | 10                                     | Mariah Carey                           | All I Want for Christmas Is You Walter N. Afanasieff, Mariah Carey | – |
| 51.–52. Woche 2 Wochen (insgesamt 17) | 17                                     | Wham!                                  | Last Christmas George Michael | – |

## Alben
| ← 2020 ← | Liste der Nummer-eins-Hits in Schweden | Liste der Nummer-eins-Hits in Schweden | Liste der Nummer-eins-Hits in Schweden | 2022 →                    |
| \| Zeitraum \| Wo. ges. \| Interpret \| Titel \| Zusätzliche Informationen \| \| (Zeitraum, Wochen auf Platz eins, Interpret, Titel, zusätzliche Informationen) \| \| \| \| \| \| ------------------------------------------------------------------------------ \| -------- \| ----------------- \| ------------------------ \| ------------------------- \| \| 1. Woche 1 Woche (insgesamt 26) \| 26 \| Viktor Leksell \| Fånga mig när jag faller \| – \| \| 2. Woche 1 Woche \| 1 \| Jakob Hellman \| Äntligen borta \| – \| \| 3. Woche 1 Woche \| 1 \| Benjamin Ingrosso \| En gång i tiden \| – \| \| 4.–8. Woche 5 Wochen (insgesamt 26) \| 26 \| Viktor Leksell \| Fånga mig när jag faller \| – \| \| 9.–11. Woche 3 Wochen \| 3 \| Ant Wan \| Leylas World \| – \| \| 12. Woche 1 Woche \| 1 \| Justin Bieber \| Justice \| – \| \| 13.–14. Woche 2 Wochen \| 2 \| Dree Low \| Priceless \| – \| \| 15. Woche 1 Woche \| 1 \| Donnez \| Alla dar i veckan \| – \| \| 16.–17. Woche 2 Wochen \| 2 \| Benjamin Ingrosso \| En gång i tiden (del 2) \| – \| \| 18. Woche 1 Woche \| 1 \| Asme \| Tusen flows \| – \| \| 19.–20. Woche 2 Wochen \| 2 \| Molly Sandén \| Dom ska veta \| – \| \| 21.–24. Woche 4 Wochen (insgesamt 12) \| 12 \| Olivia Rodrigo \| Sour \| – \| \| 25. Woche 1 Woche \| 1 \| Måneskin \| Teatro d’ira vol. 1 \| – \| \| 26.–30. Woche 5 Wochen (insgesamt 12) \| 12 \| Olivia Rodrigo \| Sour \| – \| \| 31. Woche 1 Woche \| 1 \| Billie Eilish \| Happier Than Ever \| – \| \| 32.–34. Woche 3 Wochen (insgesamt 12) \| 12 \| Olivia Rodrigo \| Sour \| – \| \| 35. Woche 1 Woche \| 1 \| Kanye West \| Donda \| – \| \| 36. Woche 1 Woche \| 1 \| Iron Maiden \| Senjutsu \| – \| \| 37. Woche 1 Woche \| 1 \| Drake \| Certified Lover Boy \| – \| \| 38. Woche 1 Woche \| 1 \| Lil Nas X \| Montero \| – \| \| 39. Woche 1 Woche \| 1 \| Miss Li \| Underbart i all misär \| – \| \| 40.–41. Woche 2 Wochen \| 2 \| Hov1 \| Barn av vår tid \| – \| \| 42. Woche 1 Woche \| 1 \| Ant Wan \| Wow 2 \| – \| \| 43. Woche 1 Woche \| 1 \| Einár \| Unge med extra energi \| – \| \| 44. Woche 1 Woche \| 1 \| Ed Sheeran \| = \| – \| \| 45.–46. Woche 2 Wochen (insgesamt 8) \| 8 \| ABBA \| Voyage \| – \| \| 47. Woche 1 Woche (insgesamt 3) \| 3 \| Adele \| 30 \| – \| \| 48.–52. Woche 5 Wochen (insgesamt 8) \| 8 \| ABBA \| Voyage \| – \| |                                        |                                        |                                        |                           |
| ← 2020 |                                        |                                        |                                        | → 2022 →                  |
| Zeitraum | Wo. ges.                               | Interpret                              | Titel                                  | Zusätzliche Informationen |
| (Zeitraum, Wochen auf Platz eins, Interpret, Titel, zusätzliche Informationen) |                                        |                                        |                                        |                           |
| 1. Woche 1 Woche (insgesamt 26) | 26                                     | Viktor Leksell                         | Fånga mig när jag faller               | –                         |
| 2. Woche 1 Woche | 1                                      | Jakob Hellman                          | Äntligen borta                         | –                         |
| 3. Woche 1 Woche | 1                                      | Benjamin Ingrosso                      | En gång i tiden                        | –                         |
| 4.–8. Woche 5 Wochen (insgesamt 26) | 26                                     | Viktor Leksell                         | Fånga mig när jag faller               | –                         |
| 9.–11. Woche 3 Wochen | 3                                      | Ant Wan                                | Leylas World                           | –                         |
| 12. Woche 1 Woche | 1                                      | Justin Bieber                          | Justice                                | –                         |
| 13.–14. Woche 2 Wochen | 2                                      | Dree Low                               | Priceless                              | –                         |
| 15. Woche 1 Woche | 1                                      | Donnez                                 | Alla dar i veckan                      | –                         |
| 16.–17. Woche 2 Wochen | 2                                      | Benjamin Ingrosso                      | En gång i tiden (del 2)                | –                         |
| 18. Woche 1 Woche | 1                                      | Asme                                   | Tusen flows                            | –                         |
| 19.–20. Woche 2 Wochen | 2                                      | Molly Sandén                           | Dom ska veta                           | –                         |
| 21.–24. Woche 4 Wochen (insgesamt 12) | 12                                     | Olivia Rodrigo                         | Sour                                   | –                         |
| 25. Woche 1 Woche | 1                                      | Måneskin                               | Teatro d’ira vol. 1                    | –                         |
| 26.–30. Woche 5 Wochen (insgesamt 12) | 12                                     | Olivia Rodrigo                         | Sour                                   | –                         |
| 31. Woche 1 Woche | 1                                      | Billie Eilish                          | Happier Than Ever                      | –                         |
| 32.–34. Woche 3 Wochen (insgesamt 12) | 12                                     | Olivia Rodrigo                         | Sour                                   | –                         |
| 35. Woche 1 Woche | 1                                      | Kanye West                             | Donda                                  | –                         |
| 36. Woche 1 Woche | 1                                      | Iron Maiden                            | Senjutsu                               | –                         |
| 37. Woche 1 Woche | 1                                      | Drake                                  | Certified Lover Boy                    | –                         |
| 38. Woche 1 Woche | 1                                      | Lil Nas X                              | Montero                                | –                         |
| 39. Woche 1 Woche | 1                                      | Miss Li                                | Underbart i all misär                  | –                         |
| 40.–41. Woche 2 Wochen | 2                                      | Hov1                                   | Barn av vår tid                        | –                         |
| 42. Woche 1 Woche | 1                                      | Ant Wan                                | Wow 2                                  | –                         |
| 43. Woche 1 Woche | 1                                      | Einár                                  | Unge med extra energi                  | –                         |
| 44. Woche 1 Woche | 1                                      | Ed Sheeran                             | =                                      | –                         |
| 45.–46. Woche 2 Wochen (insgesamt 8) | 8                                      | ABBA                                   | Voyage                                 | –                         |
| 47. Woche 1 Woche (insgesamt 3) | 3                                      | Adele                                  | 30                                     | –                         |
| 48.–52. Woche 5 Wochen (insgesamt 8) | 8                                      | ABBA                                   | Voyage                                 | –                         |